# Lasiurus castaneus
Lasiurus castaneus је врста слепог миша из породице вечерњака (лат. Vespertilionidae).

## Распрострањење
Врста је присутна у Бразилу, Костарици и Панами. Присуство у Колумбији је непотврђено.

## Станиште
Врста је присутна на подручју реке Амазон у Јужној Америци.

## Угроженост
Подаци о распрострањености ове врсте су недовољни.